# Lewis (Satellit)

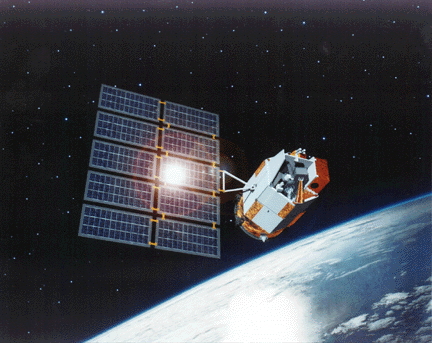
Ursprünglicher Entwurf des Lewis-Satelliten. Die gebaute Version hatte je einen kleineren Solarzellenausleger auf beiden Seiten des Satellitenkörpers.

Lewis war ein experimenteller Erdbeobachtungssatellit  der NASA, der am 23. August 1997 um 06:51 UTC mit einer LMLV-1-Rakete (der späteren Athena) von der Vandenberg Air Force Base in Kalifornien gestartet wurde.
Der Start selbst war erfolgreich, jedoch kam Lewis aufgrund einer ungenau arbeitenden Steuerungsdüse am 26. August in instabilen und unkontrollierbaren Drall um die x-Achse und konnte die Solarpanele nicht mehr zur Sonne ausrichten, was zum Verlust des Kontakts zu den Bodenstationen führte. Am 28. September verglühte Lewis beim Wiedereintritt in die Erdatmosphäre.
Lewis war eine Mission des SSTI-Programms, bei dem mithilfe neuer Technologien eine Reduzierung von Kosten und Zeit bei Raumfahrtmissionen gezeigt werden sollte. Lewis wurde von TRW gebaut. Ziel der Mission war die Erprobung neuartiger Erdbeobachtungssensoren.
Als zweiter Satellit des SSTI-Programms sollte Clark Mitte 1997 starten, was aber nach dem Verlust von Lewis im März 1998 gestoppt wurde. Die Satelliten Lewis und Clark wurden nach der Lewis-und-Clark-Expedition benannt.